# Zeiger (Allgäuer Alpen)
Der Zeiger (auch Zeigger) ist eine 1995 m hohe Kammerhebung in den Allgäuer Alpen, die den Wengenköpfen zugerechnet werden kann.

## Lage und Umgebung
Er liegt in dem Grat, der vom Großen und Kleinen Seekopf zum Westlichen Wengenkopf und Nebelhorn führt. Am Zeiger zweigt nach Nordwesten der Kamm ab, der zum Schattenberg führt und der Seealptal und Oytal voreinander trennt. Südwestlich des Zeigers liegt der Zeigersattel, über den der Höhenweg vom Edmund-Probst-Haus zum Prinz-Luitpold-Haus verläuft.

## Besteigung
Auf den Zeiger führt kein markierter Wanderweg. Man kann ihn unschwierig vom Zeigersattel erreichen. Der Zeiger ist touristisch unbedeutend.